# 유옹 (경성원후)
유옹(劉雍, ? ~ 기원전 63년)은 전한 후기의 제후로, 하간헌왕의 아들이다.

## 생애
지절 2년(기원전 68년), 경성후(景成侯)에 봉해졌다.
경성원후 6년(기원전 63년)에 죽으니 시호를 원(原)이라 하였고, 작위는 아들 유구가 이었다.

## 출전
- 반고, 《한서》 권15하 왕자후표 下

| 선대 (첫 봉건) | 전한의 경성후 기원전 68년 4월 계묘일 ~ 기원전 63년 | 후대 아들 경성경후 유구 |